# Teodor Hălmăgean
Teodor Hălmăgean (n. 1873, Răpsig, d. mai 1951, Răpsig) a fost un delegat în Marea Adunare Națională de la Alba Iulia, organismul legislativ reprezentativ al „tuturor românilor din Transilvania, Banat și Țara Ungurească”, cel care a adoptat hotărârea privind Unirea Transilvaniei cu România, la 1 decembrie 1918.:p. 77

## Biografie
A fost un agricultor din comuna Răpsig, județul Arad.

## Activitatea politică

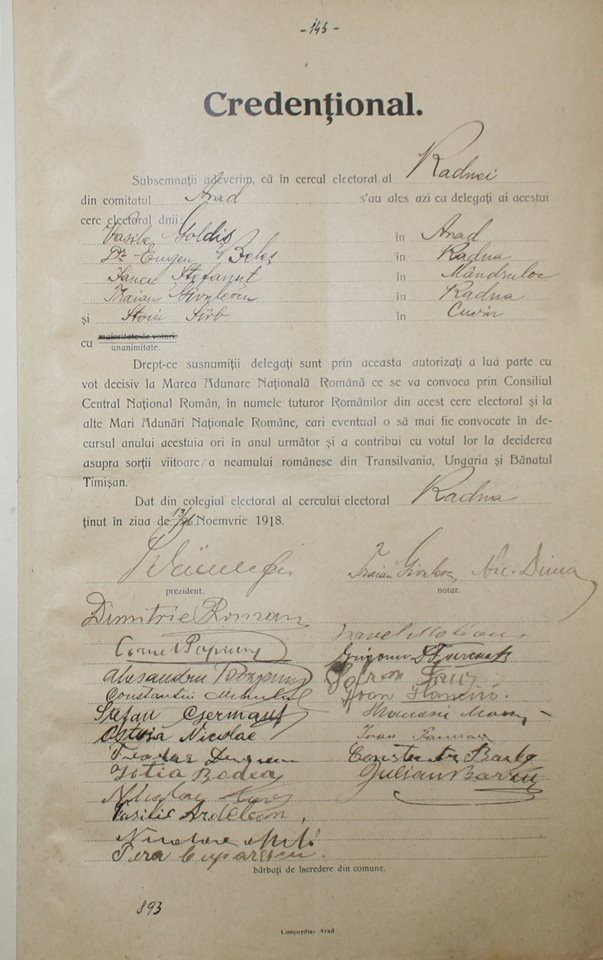
Credențional

A fost delegat al cercului electoral Ineu, județul Arad, la  Marea Adunare Națională de la Alba Iulia.